# جامعة برونيل
جامعة برونيل لندن (Brunel University of London، اختصارًا BUL) هي جامعة بحثية عامة تقع في منطقة أوكسبريدج في لندن، إنجلترا. سُميت الجامعة على اسم إسامبارد كينجدم برونيل، وهو مهندس من العصر الفيكتوري ورائد في الثورة الصناعية. أصبحت الجامعة مؤسسة جامعية في يونيو 1966، عندما مُنحت كلية برونيل للتكنولوجيا المتقدمة الميثاق الملكي وأصبحت تُعرف باسم جامعة برونيل.
في عام 2014، اعتمدت الجامعة رسميًا اسم جامعة برونيل لندن، وفي عام 2024 أصبحت العضو السابع عشر في جامعة لندن، واعتمدت الاسم التجاري جامعة برونيل لندن. منذ عام 2014، تم تنظيم الجامعة في ثلاث كليات: كلية الأعمال والفنون والعلوم الاجتماعية؛ كلية الهندسة والتصميم والعلوم الفيزيائية؛ وكلية الصحة والطب وعلوم الحياة.
تضم جامعة برونيل أكثر من 16,000 طالب و2,200 عضو هيئة تدريس، ويبلغ دخلها السنوي 271.3 مليون جنيه إسترليني (2021–2022)، منها 22.4 مليون جنيه إسترليني من المنح والعقود البحثية، مع إنفاق بلغ 311.9 مليون جنيه إسترليني. فازت الجامعة بجائزة اليوبيل الملكي في عام 2011. جامعة برونيل لندن هي عضو في رابطة جامعات الكومنولث، ورابطة الجامعات الأوروبية، وجامعات المملكة المتحدة.

## تاريخ

### التأسيس
تعد جامعة برونيل لندن واحدة من عدة جامعات بريطانية تأسست في ستينيات القرن العشرين بعد تقرير روبنز حول التعليم العالي. يُطلق عليها أحيانًا اسم "جامعة الزجاج الصفيحي أو جامعة الزجاج المسطح". تعود أصول الجامعة إلى كلية أكتون التقنية، التي انقسمت إلى قسمين في عام 1957: استمرت كلية أكتون التقنية في تقديم التعليم للفنيين والحرفيين، بينما تم تخصيص كلية برونيل للتكنولوجيا الجديدة (التي سُميت على اسم المهندس البريطاني إيسامبارد كينغدوم برونيل) لتأهيل المهندسين المعتمدين.
صممت مباني الحرم الجامعي، بما في ذلك مركز المحاضرات، على طراز العمارة الوحشية (Brutalist style) من قبل شركة ريتشارد شيبرد، روبسون وشركاه للمهندسين المعماريين.
في عام 1960، حصلت كلية برونيل للتكنولوجيا على وضع كلية التكنولوجيا المتقدمة، واتخذ قرار بتوسعتها في موقع آخر لتلبية الحاجة إلى مباني إضافية. تم اختيار منطقة أوكسبريدج لاستضافة المباني الجديدة. تغير اسم الكلية رسميًا قبل بدء أعمال البناء إلى كلية برونيل للتكنولوجيا المتقدمة في عام 1962 – لتصبح الكلية العاشرة للتكنولوجيا المتقدمة في البلاد، والأخيرة التي تحصل على هذا اللقب.
تم إغلاق خط سكة حديد أوكسبريدج (شارع فاين) في عام 1964، واشترت الكلية الأرض المجاورة لموقعها بمبلغ 65,000 جنيه إسترليني من المجلس المحلي حيث كان يمر الخط الحديدي.

## أكاديميون بارزون
- برناردين إيفاريستو: أستاذة الكتابة الإبداعية، والفائزة المشتركة بجائزة بوكر لعام 2019.[7]
- ويل سيلف: أستاذ الفكر الحديث.
- هاينز وولف: أستاذ فخري سابق في جامعة برونيل لندن، أسس معهد برونيل للهندسة الحيوية في عام 1983.
- فيونا تمبلتون: محاضرة أولى في الدراما.
- بنيامين زفانياه: أستاذ سابق للكتابة الإبداعية.
- هانا لوي: أستاذة الكتابة الإبداعية، وشاعرة وفائزة بجائزة كوستا للكتاب لعام 2021.[8]
- دالجيت ناجرا: أستاذ الكتابة الإبداعية، وشاعر ومقدم برنامج "Poetry Extra" على إذاعة BBC Radio 4 Extra.[9]
- فاي ويلدون: أستاذة سابقة للكتابة الإبداعية.
- مارتن جي بوكستون: أستاذ فخري، ورائد في مجال اقتصاديات الصحة ومؤسس مجموعة أبحاث اقتصاديات الصحة (HERG)، وحاصل على جائزة أفتيس دونابيديان للإنجاز مدى الحياة من الجمعية الدولية لاقتصاديات الأدوية ونتائج الأبحاث (2010).
- سيليا براكينريدج: أستاذة سابقة ومديرة لشؤون رياضة الشباب ورفاهية الرياضيين، وناشطة ضد الإساءة والتحرش في الرياضة.[10]
- جاويد رحمن: أستاذ القانون الدولي، والمقرر الخاص السابق للأمم المتحدة المعني بإيران.[11]
- ألكسندرا زانثاكي: أستاذة القانون الدولي، والمقررة الخاصة للأمم المتحدة المعنية بالحقوق الثقافية.[12]
- براين كانتور: أستاذ المواد ومستشار استراتيجي في BCAST، ونائب رئيس جامعة برادفورد وجامعة يورك سابقًا.
- ليفتيريس كريتسوس: محاضر أول في إدارة الأعمال، ووزير سابق في الحكومة اليونانية والأمين العام المسؤول عن السياسة الرقمية والإعلامية (2015–2019).
- سولون سولومون: أستاذ مشارك في القانون الدولي، وعضو سابق في قسم الشؤون القانونية بالكنيست، ومقدم سلسلة المقابلات الشهيرة "BUL Emerging Law Voices" على يوتيوب وسبوتيفاي.

- كفاح مقبل: أستاذ فخري بمعهد برونل لعلم الوراثة وعلم الصيدلة الجيني للسرطان منذ سنة 2002.[13]